# حملة لوقف الروبوتات القاتلة

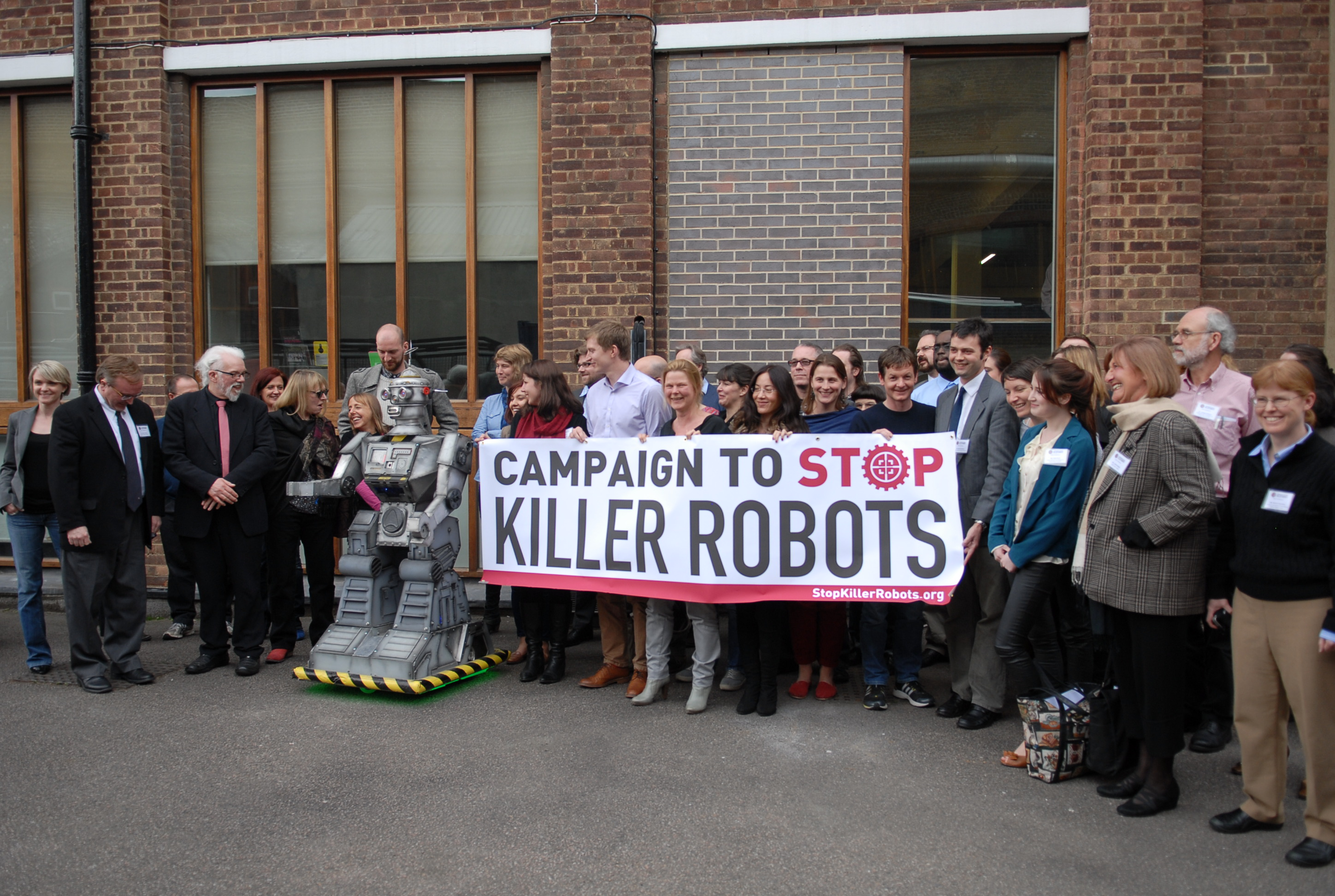

حملة لوقف الروبوتات القاتلة، هي مجموعة من المنظمات غير الحكومية الذين يسعون إلى حظر الأسلحة الفتاكة المستقلة أو ذاتية التفكير.

## الحملة
أطلقت الحملة للمرة الأولى في 22 أبريل 2013 في لندن، وقد شارك في مؤتمرها المنعقد في مركز حقوق الإنسان 65 ناشطا عن ثلاثين منظمة غير حكومية، ودعوا في مؤتمر صحفي الحكومات والأمم المتحدة لإصدار سياسة لحظر تطوير «أنظمة الأسلحة المستقلة». عارضت المملكة المتحدة مع وزارة الخارجية مثل هذه الحملات معلنةً ان «القانون الإنساني الدولي يوفر بالفعل التنظيم الكافي في المجال».
في يوليو 2015، وقع أكثر من 1000 خبير في مجال الذكاء الاصطناعي خطاباً تحذيرياً لحدوث سباق تسلح في الذكاء الاصطناعي العسكري، يدعو إلى فرض حظر على الاسلحة ذاتية الحكم. وقدمت الرسالة في بوينس آيرس في المؤتمر الدولي المشترك ال24 للذكاء الاصطناعي (IJCAI 15) وكان من ضمن الموقعين ستيفن هوكينغ، وايلون موسك، وستيف وزنياك، ونعوم تشومسكي، وجان تالين وهو أحد مؤسسي سكايب، وديميس هاسابيس مؤسس جوجل ديب مايند، وغيرهم.

## منظمات أعضاء في الحملة
- منظمة العفو الدولية
- المنظمة الدولية للمعوقين
- هيومن رايتس ووتش
- اللجنة الدولية لمراقبة التسلح روبوت
- المكتب الدولي للسلام
- مبادرة نساء نوبل
- باكس كريستي الدولية
- مؤتمر باجواش للعلوم والشؤون الدولية
- الرابطة النسائية الدولية للسلام والحرية